# La Almoloya
La Almoloya es un yacimiento arqueológico perteneciente a la Cultura argárica, situado en el municipio de Pliego, en la Región de Murcia, España, cuya cronología se desarrolla en plena Edad del Bronce, entre el III y II milenio a. C., (años 2200-1550 a. C.).  Asentado en el cerro epónimo, su ocupación se desarrolló a lo largo de 600 años. Se considera uno de los asentamientos más importantes de dicha cultura. El yacimiento fue dado a conocer en 1944 por Emeterio Cuadrado. En el año 2013 empezaron los nuevos estudios sobre el lugar, en el marco del proyecto de investigación arqueológica de La Bastida de Totana.

## Ubicación
La Almoloya se encuentra ubicada entre los municipios de Pliego y Mula en el centro de la Región de Murcia, España. El cerro que le da nombre cuenta con una altitud de 561 metros y una superficie total de 3.800m² con una estructura caliza, plana y llana, junto a amplios campos forestales (40% de la superficie total) y parajes de vegetación natural. El terreno posee importantes barrancos,  como también numerosos cerros y cadenas montañosas que superan los 500 metros de altitud, desde el que se goza de un amplio dominio visual de gran parte de la Comarca del Río Mula.
Geológicamente, La Almoloya se presenta como un cerro testigo de un amplio sinclinal. Su masa es parte de un potente banco calizo desaparecido en los contornos, perteneciente a las formaciones eocenas, constituidas principalmente por conglomerados y calizas nummulíticas. El camino y subida a la Almoloya está situado en dirección sudoeste, el ascenso al cerro, es muy complejo pues presenta varios desniveles y es estrecho por lo cual solo permite el ascenso de una persona a la vez.
El acceso al agua se obtenía por manantiales cercanos como La Portuguesa (a 2100 metros), las Anguilas (a 2200 metros) y Fuente la Higuera (a 3300 metros).

## Yacimiento
El yacimiento de La Almoloya presenta un asentamiento en el que habitarían aproximadamente 250 personas entre los años 2200-1550 a. C., es decir, que estuvo activo durante más de 600 años, siendo un centro de concentración política y riqueza de primer orden dentro del territorio político. Luego de ese tiempo, las ruinas quedaron en total abandono.
Una investigación universitaria reciente avanzó, basándose en paralelos de Próximo Oriente y el Egeo, que La Almoloya pudo haber sido una ciudad sagrada o centro ceremonial de la cultura argárica; allí se celebrarían ritos sagrados en la «Sala de Audiencias», denominada en el estudio «sanctasanctórum»; se basa, para extraer tales hipótesis, entre otros paralelos, en su orientación, su gran parecido con salas rituales de la Edad del Bronce y anteriores de Próximo Oriente, en la indivisible barrera en la época entre lo religioso y lo político, y en la posibilidad de que los individuos de la tumba AY38 (encontrada en la «Sala de Audiencias») de dicha sala fueron no meros líderes políticos, sino personajes de gran calado religioso, representando él el Sol, y ella la Luna llena. Para esta última conclusión, el investigador se basó en el estudio de Alicia Perea sobre las diademas y los metales en El Argar.
Los pobladores de La Almoloya vivían en una sociedad estratificada jerarquizada, vertical o piramidal, eso significa que había personas que daban órdenes y que funcionaban por mecanismos de obligación para que otras personas obedecieran. La sociedad Argárica brinda una de las manifestaciones arqueológicas más importantes del inicio de la Edad del Bronce, con un importante legado patrimonial.
El Argar desarrolló técnicas cerámicas sofisticadas. Su minería y la metalurgia era bastante avanzada, con el bronce, la plata y el oro que se extraía, posiblemente desde la mina del As, se trabajaba en las armas y las joyas.

## Hallazgos arqueológicos

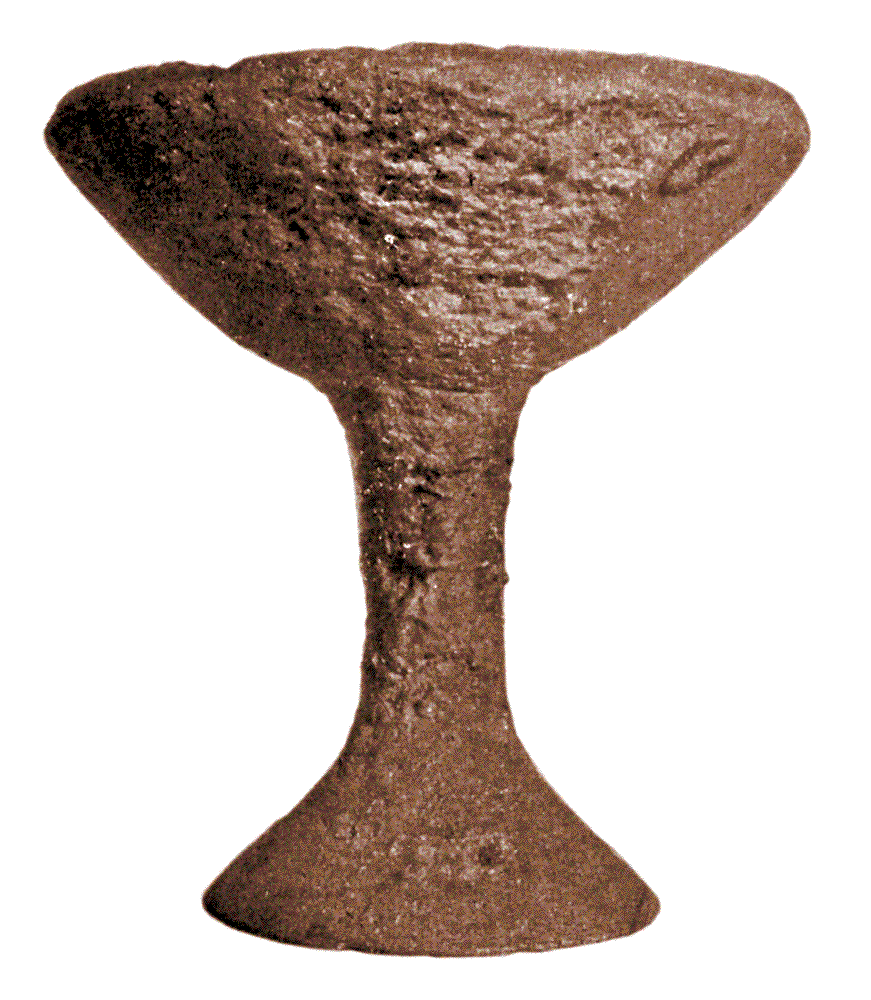
Copa de cerámica argárica

Los hallazgos realizados en el lugar, llevados a cabo por investigadores desde el año 2013, dentro del proyecto La Bastida de Totana, a cargo de la Universidad Autónoma de Barcelona, ha podido poner de manifiesto el rico patrimonio arqueológico que aquí yace, indican que La Almoloya, era un centro político-administrativo que guardaba y concentraba las riquezas de la cultura Argárica en la Edad de Bronce. 
Se han logrado descubrir ciertas estructuras como complejos residenciales, edificios, además de hogares ceremoniales y múltiples podios.  Muchas de las estructuras y paredes se encontraron con pintura que hacía alusión a un estilo Argárico basado en diseños con motivos geométricos; como lunares, rayas, círculos, triángulos y además diseños naturalistas.
En cuanto a formas simbólicas, en las excavaciones, apenas unas cuantas piezas pueden clasificarse como figuras o representaciones y, en todos los casos, se trata de piezas pequeñas de barro muy sencilla, que suelen representar a bovinos. Además,  de unos pocos diseños sencillos en recipientes de cerámica, sólo con motivos geométricos.
Se logró descubrir una cisterna de abastecimiento de agua de forma ovalada, que pudo contener hasta 12.000 litros de agua, sus muros estaban recubiertos por espesas capas de arcillas y margas que servían como impermeabilizantes. 

### Estructuras
El asentamiento de la Almoloya se componía de viviendas que ocupaban la plataforma superior del cerro, separadas por calles estrechas y drenajes. Al parecer, era protegida por un recinto defensivo de piedra en los flancos oeste, sur y noroeste de la cumbre del promontorio.
Por la gran solidez y perfección en la edificación de partes del asentamiento, éste presenta algunos rasgos únicos en la Europa prehistórica. Su construcción se basó en muros de piedra, revestidos con capas de mortero y terminaciones con cal usada como conglomerante, que da cuenta de lo sofisticada que fue esta cultura, ya que para la elaboración del cal se necesitan procesos estructurados y hornos de 900 °C.
Las viviendas incluyen varios edificios residenciales de 300 metros cuadrados, con entre ocho y doce habitaciones cada uno, las que se recibían para diversos usos domésticos, además de trabajos de metalurgia, molienda de cereal, telares y almacenamiento.
Las techumbres estaban compuestas por palos cubiertos con ramajes y capas de barro solidificado.
En La Almoloya se encontró un palacio argárico, que cuenta con una sala de setenta metros cuadrados, con un podio ceremonial y que pudo servir como lugar de reuniones, audiencias y celebraciones, posee una capacidad de 64 asientos contiguos a la pared. Con un alto techo afirmado por doce postes con distribución en zigzag. Se cree que en este edificio palacial se pudieron reunir individuos políticamente destacados, de alto prestigio y poder, y que desde ese lugar se tomaban las decisiones gubernamentales que afectaban a su población. No se encontró vestigio alguno de edificación destinada a la celebración exclusiva de ritos y ceremonias sagradas. La tumba de La mujer de plata o Dama de la diadema fue hallada dentro de una urna en el subsuelo de este edificio.

### Tumbas

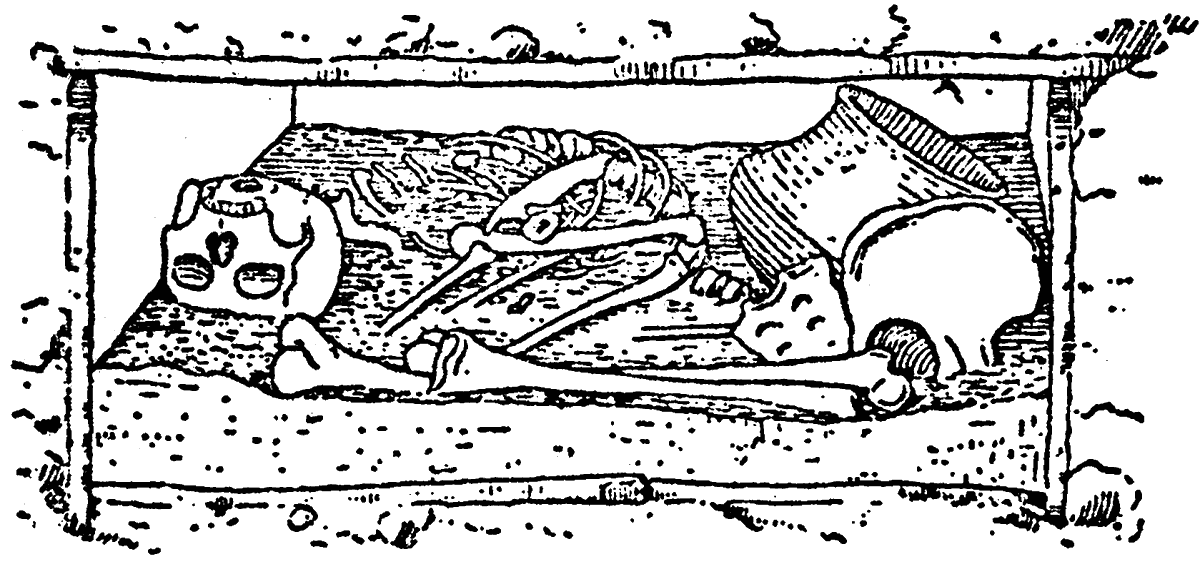
El Argar (enterramiento en cista)

En La Almoloya, los enterramientos presentan dos formas de inhumación: en cista y en urna. Durante el recorrido de investigación arqueológica y excavaciones, se constató la presencia de aproximadamente 76 tumbas entre individuales y dobles situadas en el subsuelo de las viviendas. Entre ellos 55 adultos, 33 mujeres y 22 varones, además de 28 infantes en fases tempranas de edad.

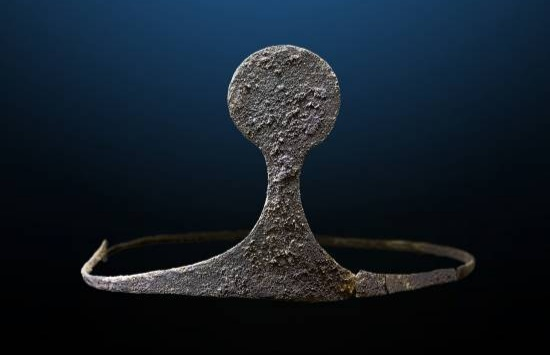
Diadema de plata de la Dama de Almoloya. (2014)

En las excavaciones de 2014 se pudo dar cuenta del entierro 38, dentro de la Sala de audiencias o edificio del palacio, en el interior de una urna se localizaron los restos de una pareja de alto estrato social. La mujer a la que se llama la  'Dama de la diadema'  de 25-35 años de edad, con múltiples ofrendas funerarias que incluyen piedras semipreciosas y objetos de oro, plata y cobre.

El cráneo de la mujer tenía colocada una diadema de plata, un objeto emblemático, que representa materialmente (symbolon) ideas o valores sociales, exigiendo alguna forma de respeto.  Además objetos como dagas, dilatadores insertados en los lóbulos de las orejas (que implican una técnica de forja completa), así como también, anillos, cadenas y vasos de cerámica con incrustaciones de láminas de plata.

El trato que se le dio y los materiales que la acompañan, con marfil, ámbar y plata de cientos de kilómetros, parece indicar que no sería solamente la jefa de un poblado, sino una autoridad política de un territorio.

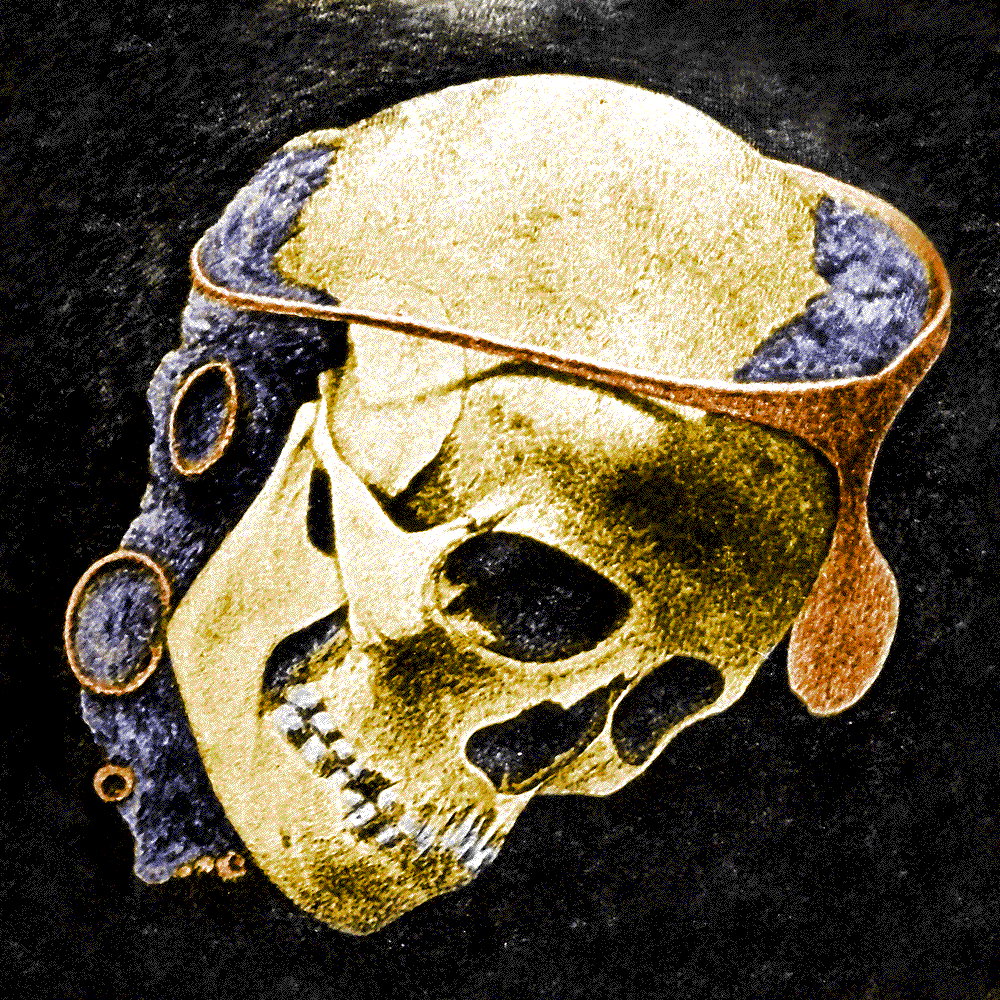
Dibujo de un cráneo con Diadema de la Cultura argárica, (1887).

En todos los casos, los cadáveres se presentan encogidos en la postura clásica, con los brazos doblados y pegados al cuerpo, con las piernas también dobladas y las rodillas junto al mentón, en posición fetal.

El examen científico de varios esqueletos sugieren que el cabalgar fue una actividad masculina habitual, y también que realizaban una intensa actividad física con el brazo derecho. Los varones de la clase dominante manejaban armas de bronce o cobre, como espadas. Por otro lado, se detectó evidencia de que algunos padecían enfermedades infecciosas pulmonares.

En cuanto al origen de los metales utilizados, se considera que la mayor parte de la materia prima se extrajo en minas situadas en Sierra Morena, a 300 km de distancia.
Se piensa que la sociedad argárica desapareció, por una mala gestión de sus recursos naturales, a causa de un desastre ecológico causado por el hombre que tuvo mucho que ver con la deforestación a la que sometieron a esta zona.

## Línea temporal

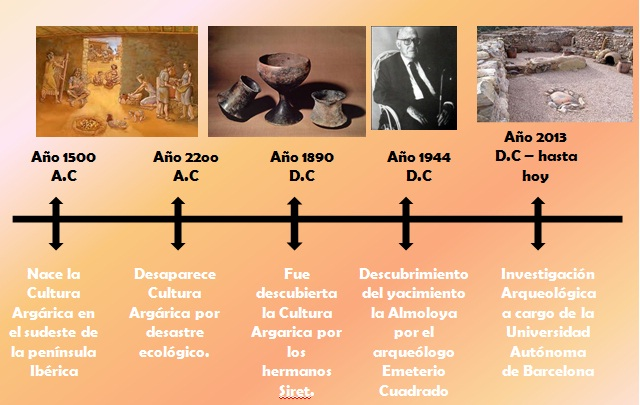
Cultura argárica: 2200 a. C. - 1500 a. C.